# Cirsium anartiolepis
El cardosanto o Cirsium anartiolepis, es una especie de fanerógama perteneciente a la familia de las asteráceas.

## Descripción
Es una planta herbácea que alcanza un tamaño  de 1 m de altura, con el tallo erecto, cubierto con vello muy fino y blanco. Las hojas están divididas y en los bordes presentan espinas. Las flores crecen en grupos en la parte terminal de las ramas organizadas en cabezuelas, las flores del centro tienen una estructura larga de color rojo, y en las flores de las orillas son verdes con espinas

## Distribución y hábitat
En México, esta especie habita en climas semisecos, templados, entre los 2200 y hasta los 2800 metros, donde crece a orillas de caminos, asociada a bosques de pino, mixtos de encino-pino y de pino-encino.

## Propiedades
En Michoacán, se recomienda para curar granos y heridas, se bebe tres veces al día como agua de uso, o bien, se aplica la infusión del cardosanto en la zona afectada. Cuando hay retraso menstrual  se dejan remojar las hojas toda la noche y por la mañana se cuecen y muelen, el líquido se toma en ayunas durante varios días.
Para tratar el asma se prepara una infusión con las flores, se cuela y divide en dos partes, una se toma al levantarse y la otra al acostarse.
Para tratar las afecciones pulmonares, se aconseja administrar una infusión preparada con borraja (Borago officinalis) a la que se añade las semillas del cardo santo, ésta se toma caliente; si el paciente vomita, es mejor.

## Taxonomía
Cirsium anartiolepis fue descrita por Franz Petrak y publicado en Botanisk Tidsskrift 31(1): 65–66. 1911.
Etimología
Cirsium: nombre genérico que deriva de la palabra latina cirsĭŏn, -ĭi —del griego χιρσός, -ον, varices—  vocablo que usa Plinio el Viejo (Naturalis Historia, 27, 61) para identificar un cardo que se utiliza para el tratamiento de este tipo de dolencia. En los tiempos modernos, el botánico francés Tournefort (1656 - 1708) ha derivado el nombre Cirsium.
anartiolepis: epíteto latino 